# PC Fútbol 5.0
PC Fútbol 5.0 es un simulador de gestión deportiva de fútbol desarrollado por Dinamic Multimedia. El juego tiene entorno en 3D, y pertenece a la temporada 1996-1997 de la Liga española de fútbol. Además, cuenta con dos expansiones oficiales, llamadas "eXtensión 1" y "eXtensión 2"
Este juego, perteneciente a la saga PC Fútbol, incluía novedades como la posibilidad de entrenar a los equipos de Segunda División B, y volvía a ser promocionado por el exfutbolista y presentador televisivo Michael Robinson.

## Modos de juego
- Liga Manager: El jugador puede escoger cualquier equipo de Primera, Segunda División y Segunda B de la Liga Española para dirigirlo cuantas temporadas quiera. Dentro de este modo de juego se distinguían 4 variantes: Modo Entrenador (finanzas y renovación de contratos automática), Modo Manager (renovación de contratos automática), Modo Presidente (Alineaciones y tácticas semiautomáticas) y Modo Total (control total).

- Liga Promanager: El sistema de juego es el mismo que el de la Liga Manager, pero el entrenador comienza recibiendo ofertas de equipos menores de Segunda B. Hay que cumplir una serie de objetivos, y en caso de no hacerlo la directiva puede cesarte y tu caché como entrenador baja. Si se logran los objetivos, aumenta la popularidad y al final de la temporada el jugador puede recibir nuevas ofertas de equipos mejores o continuar con el actual. Este modo, que se convirtió en el más popular de la saga, permitía también observar el historial de juego de campañas anteriores.

- Partido amistoso: El jugador puede elegir cualquier equipo de los que incluye el juego y jugar un partido entre 2 equipos. Solo permitía cambiar las tácticas y alineaciones, siendo ideado principalmente para la disputa de partidos interactivos.

## Novedades
Se implementaron numerosos cambios respecto a versiones anteriores. Los más destacados fueron los siguientes: 
- Aparición de la Segunda División B española y todos sus equipos.
- Nueva interfaz basada en DirectX para Windows.
- Mejoras en el simulador y en los estadios.
- Presencia de entrenadores espefícicos, así como de cargos especiales (fisioterapeuta, secretario técnico...)
- Mejora en la posibilidad de realizar fichajes, ampliando el mercado a equipos de Europa y Sudamérica.

## Actualizaciones de la saga y repercusión
Meses después de la aparición del juego original se publicaron varias actualizaciones, las llamadas "eXtensión 1" y "eXtensión 2", que actualizaban la base de datos del programa con los datos de las jornadas ya jugadas, los nuevos fichajes de los equipos y un número mayor de clubes. Junto a las extensiones venían nuevas versiones del mismo juego, pero para poder jugar en la liga italiana (PC Calcio) e inglesa (PC Premier).
Poco después de la publicación de la eXtensión 2, se ofrecía a los usuarios del PC Fútbol 5.0 y de las dos extensiones el poder obtener el CD "PC Fútbol Edición de Oro" que incluía el PC Fútbol 5.0 actualizado hasta la eXtensión 2, con el PC Calcio 5.0 y PC Premier 5.0 incluido.
También mucho antes de la salida de las extensiones se ofrecía en pc Mania Pc Fútbol 5 "Plus" una actualización que solo permitía jugar la Liga mánager con las plantillas de la Temporada 97-98
PC Fútbol 5.0 fue uno de los más vendidos de la saga en su historia, y aún cuenta con personas que lo siguen jugando e incluso comunidades en línea que se dedican a realizar ediciones y descifrar el código del programa para mantener el juego actualizado.

## Versión argentina
La versión argentina del juego es recordada tanto por la presencia del relator Marcelo Araujo en el juego, así como también por un error en el sistema por el cual el modesto club Gimnasia y Tiro de Salta iniciaba el juego con un presupuesto de más de 167 millones de dólares, varias veces superior a cualquier otro equipo.
| Predecesor: PC Fútbol 4.0 | PC Fútbol PC Fútbol 5.0 | Sucesor: PC Fútbol 6.0 |